# جاي كورتني
جاي ستيفن كورتني (بالإنجليزية: Jai Stephen Courtney)‏ هو ممثل أسترالي, مواليد 15 مارس 1986 في سيدني، نيوساوث ويلز، أستراليا. بدأ مسيرته الفنية عام 2005.

## نشأته
تربى كورتني «تشيريبروك» وهي ضاحية من ضواحي سيدني، نيو ساوث ويلز. والده، كريس عمل لحساب شركة الكهرباء المملوكة للدولة، ووالدته، كارين، كانت معلمة في مدرسة غالستون العامة، ثم درس في مدرسة تشيريبروك الثانوية للتكنولوجيا, وبعدها درس في الأكاديمية الأسترالية الغربية للفنون المسرحية.

## الأعمال
معروف بدوره (فارو) في مسلسل سبارتاكوس في الجزء الأول بعنوان سبارتاكوس: الدم والرمل في عام (2010)، 
وأدواره في الأفلام الروائية فلم قواعد الاولاد عام (2005) وفيلم حجر بروس عام (2009) وفيلم جاك ريتشر عام (2012)، وفلم يوم مناسب لموت قاسي عام (2013) وفلم الخطيئة عام (2014) وفلم أنا فرانكشتاين عام (2014) وفلم مختلف عام (2014) وفلم لا يكسر عام (2014) وفلم عراف المياه عام (2014) وفلم سلسلة مختلفة :متمردة عام (2015) وفلم المبيد5 عام (2015) وفلم سقوط رجل عام (2015) وفلم الفرقة الانتحارية عام (2016) وفلم الاستثناء عام (2016).

### الأفلام
- قواعد الاولاد
- حجر بروس
- جاك ريتشر
- يوم مناسب لموت قاسي
- الخطيئة
- أنا فرانكشتاين
- مختلف
- لا يكسر
- عراف المياه
- سلسلة مختلفة :متمردة
- المبيد5
- سقوط رجل
- الفرقة الانتحارية
- الاستثناء

### المسلسلات
- سبارتاكوس

## روابط خارجية
- جاي كورتني على موقع IMDb (الإنجليزية)
- جاي كورتني على موقع ألو سيني (الفرنسية)
- جاي كورتني على موقع تيرنر كلاسيك موفيز (الإنجليزية)
- جاي كورتني على موقع أول موفي (الإنجليزية)
- جاي كورتني على موقع بوكس أوفيس موجو (الإنجليزية)
- جاي كورتني على موقع قاعدة بيانات الأفلام السويدية (السويدية)
- جاي كورتني على موقع قاعدة بيانات الفيلم (الإنجليزية)
- جاي كورتني على موقع كينوبويسك (الروسية)